# Tak skáče čas
Tak skáče čas (v anglickém originále Time Keeps On Slippin') je 14. díl 3. řady (celkem 46.) amerického animovaného seriálu Futurama. Ve Spojených státech měl premiéru dne 1. května 2001 a v Česku byl poprvé vysílán 13. května 2009.

## Děj
Na pláži v Novém New Yorku přistál basketbalový tým Globetrotterů s tím, že vyzývají Zemi na zápas v basketbale. Po provokativních gestech profesor Farnsworth přijal jejich výzvu a vytvořil tým nukleárních mutantů. K urychlení jejich vývoje potřeboval částice zvané chronotony. Ty se posádka Planet Expressu vydala nasbírat do Bouřní mlhoviny. Když se atomoví mutanti plně vyvinuli, byli připraveni k zápasu. Krátce po začátku druhého poločasu, se však stalo něco zvláštního. Vše najednou poposkočilo o několik minut kupředu v čase. Profesor přerušil zápas a zjistil, že se od sebe začíná oddělovat čas a prostor a že to asi má něco společného s těmi chronotony, které byla posádka Planet Expressu nasbírat. Časové skoky se stále opakovaly a najednou byl konec zápasu a vyhráli Globetrotteři. Profesorovi se nabídl kapitán Globetrotterů Ethan Žvejkačka Tate, který přednáší fyziku na univerzitě, že mu pomůže vybádat, co se stalo. Čas postupně začal skákat o hodiny, dny, týdny a dokonce i celé měsíce. Ethana napadlo, že když posunou jednu hvězdokupou jinam, její gravitace odkloní proud chronotonů do prázdné části vesmíru. Potřebovali k tomu obrovskou gravitační pumpu, ale díky časovým skokům ji měli ihned postavenou. Hvězdy tedy posunuli a zdálo se, že časové skoky byly zastaveny. Později ale zjistili, že selhali a čas stále skáče. Profesor proto přepočítal jejich původní plán a zjistil, že odchýlení chronotonů je matematicky nemožné. Rozhodl se proto udělat implozi, která by z mlhoviny vytvořila černou díru, která by zastavila další únik chronotonů. Tak učinili a časové skoky se zastavily.

## Vynálezy profesora Farnswortha
V tomto díle se objevují následující vynálezy profesora Farnswortha:
- měřič časového toku
- gravitační pumpa
- vynález zkázy

## Hlášky
| „        | Co na tom záleží, nikdy nebudu Globetrotterem. Můj život a tím pádem i životy ostatních nemají smysl | “ |
| — Bender | |   |